# Chengguan (socken i Kina, Henan, lat 34,51, long 112,20)
Chengguan (kinesiska: 城关, 城关乡) är en socken i Kina. Den ligger i provinsen Henan, i den centrala delen av landet, omkring 140 kilometer väster om provinshuvudstaden Zhengzhou.
Genomsnittlig årsnederbörd är 711 millimeter. Den regnigaste månaden är september, med i genomsnitt 138 mm nederbörd, och den torraste är januari, med 5 mm nederbörd.